# Weser-Ems-Hallen

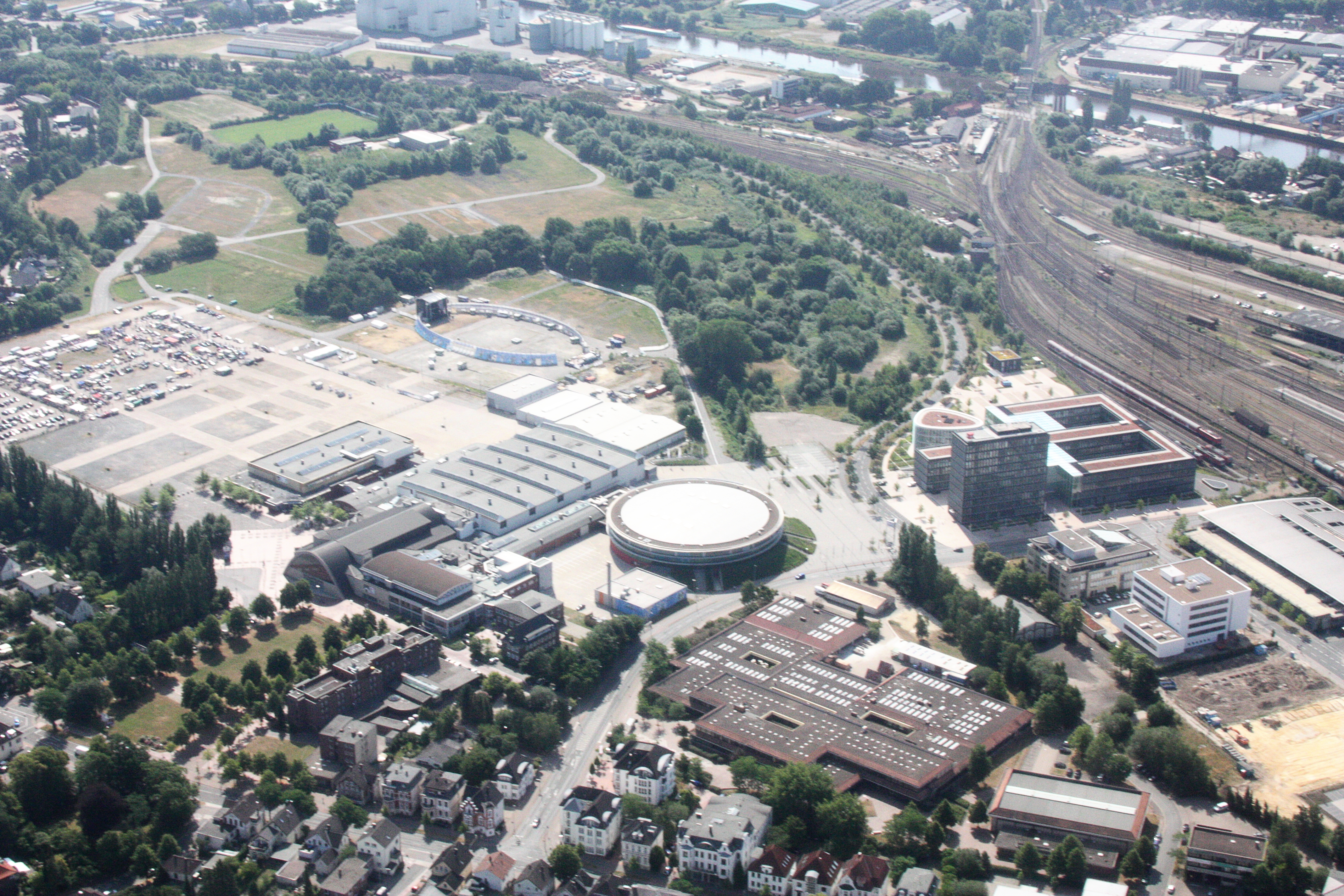
Luftbild 2010. Blickrichtung Südosten

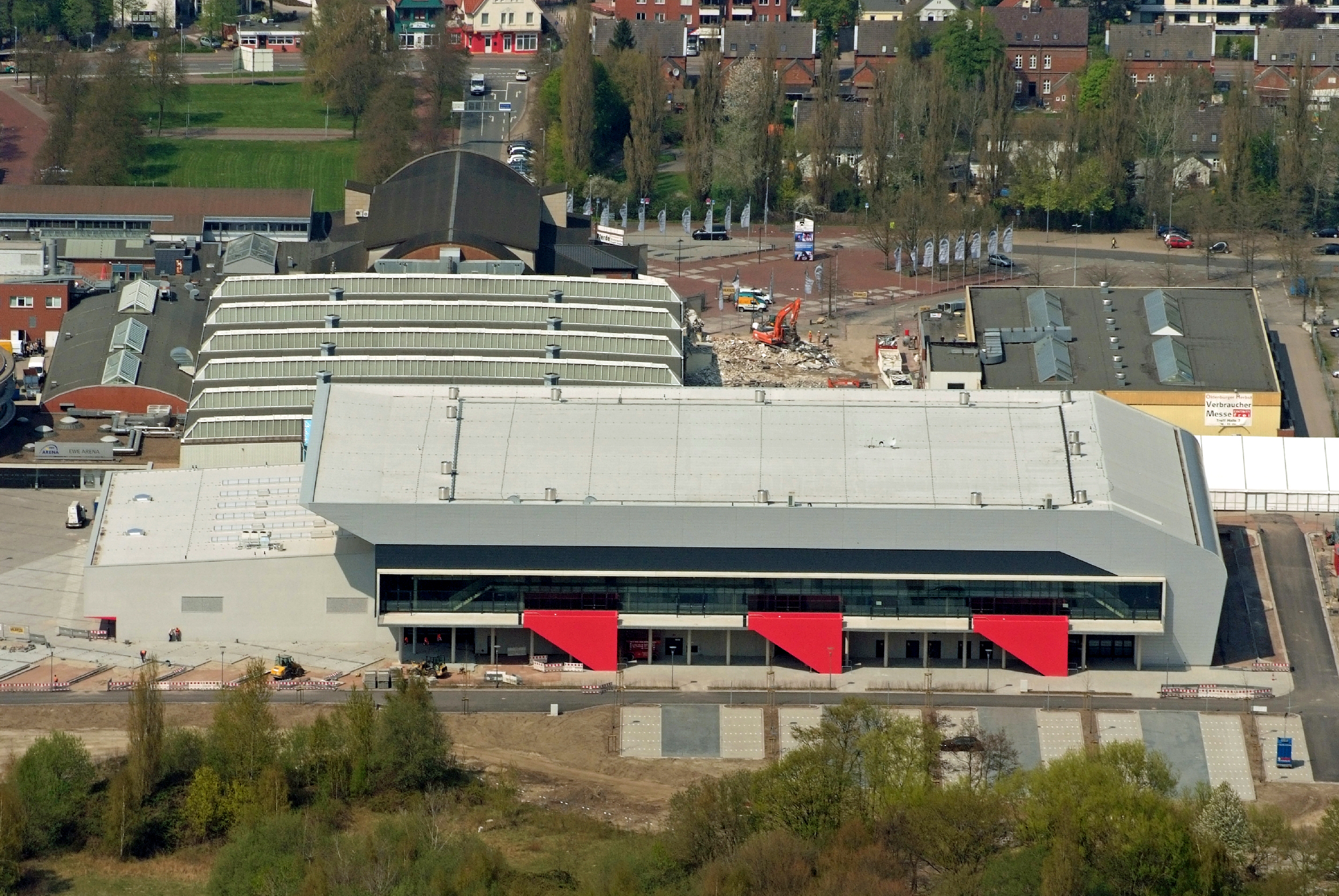
Luftbild 2013. Blickrichtung Norden

Die Weser-Ems-Hallen sind ein Hallenkomplex, der als Veranstaltungs- und Messezentrum genutzt wird. Zum Komplex gehören die Kongresshalle, die Festsäle, die Messehalle, die kleine EWE ARENA und die große EWE ARENA.
Die Weser-Ems-Hallen gehören seit dem 1. Januar 1994 zu 100 Prozent der Stadt Oldenburg. Mit einer Gesamtfläche von ca. 16.000 m² und einem Gesamtfassungsvermögen von mehr als 23.000 Besuchern sind die Weser-Ems-Hallen größter Messestandort im Oldenburger Raum.

## Lage
Die Weser-Ems-Hallen befinden sich im Oldenburger Stadtteil Donnerschwee. Sie wurden relativ innenstadtnah auf einer Freifläche zwischen dem Betriebsgelände der Deutschen Bahn am Oldenburger Hauptbahnhof und der Donnerschweer Straße gebaut.

## Planung und Bau der Weser-Ems-Halle (heute „Kongresshalle“)
Die ersten Planungen für eine Viehauktionshalle in Oldenburg reichen bis 1938 zurück. Aufgrund des Zweiten Weltkriegs konnten die Planungen aber nicht weiterverfolgt werden. Erst 1951 wurden die Planungen wieder aufgenommen.
Der ursprüngliche Hallenkomplex, bestehend aus der Weser-Ems-Halle, zwei weiteren Hallen (Ostpreußen- und Schlesienhalle, heute Hallen 2 + 4) sowie weiteren Nebengebäuden, u. a. einem Restaurant, wurde von 1953 bis 1954 gebaut. Da ursprünglich eine Viehauktionshalle geplant war, befand sich neben dem Hallenkomplex ein Vorführring für das Vieh. Weiterhin existierte ein Gleisanschluss für den Viehtransport. Am 11. September 1954 wurde die Weser-Ems-Halle feierlich eröffnet.
Für den Bau der Weser-Ems-Halle waren bei der Grundsteinlegung 680.000 DM veranschlagt. Bis Mitte der 1960er-Jahre waren aber bereits 4,15 Millionen DM in der Mehrzweckhalle inklusive späterer Anbauten verbaut worden.

## Erweiterungen der Weser-Ems-Halle (heute „Kongresshalle“)
Nach der Fertigstellung der Weser-Ems-Halle wurde schnell deutlich, dass der Bau in der Nutzung nicht nur als reine Viehauktionshalle, sondern als Mehrzweckhalle, nicht ausreichend war. So wurde bereits 1956 der Bau eines Anbaus, des Kleinen Festsaals, beschlossen.
1975 wurde der Hallenkomplex durch einen Anbau erneut erweitert. Es entstanden die Oberen Festsäle. Im Jahr 1984 wurde der Innenbereich hinter der eigentlichen Weser-Ems-Halle, die seit 1987 Kongresshalle heißt, zwischen den beiden Nebenhallen komplett überdacht. Es entstand die Messehalle.
1994 wurde die Kongresshalle komplett renoviert. Sie wurde unterkellert und um ein Foyer erweitert. Außerdem wurden moderne bühnentechnische Anlagen installiert. 1996 wurde der Komplex um die Hallen 5 + 6 erweitert und wird seither als Weser-Ems-Hallen (Mehrzahl) bezeichnet.

### Sportpark an den Weser-Ems-Hallen
1980 wurde auf dem Freigelände neben der Weser-Ems-Halle eine weitere Halle gebaut, die unabhängig als Sportpark betrieben wurde. Die Halle wurde z. B. im Winter als Eislaufhalle genutzt. Der Betrieb war jedoch auf Dauer nicht kostendeckend, so dass die Halle noch in den 1980er-Jahren wieder stillgelegt wurde.
Im Jahr 2000 wurde die ungenutzte Halle von der Betreibergesellschaft der Weser-Ems-Hallen übernommen und als Halle 7 in das Gesamtkonzept der Mehrzweckhallen mit eingebunden.

### EWE Arena
Von 2004 bis 2005 wurde direkt neben den Weser-Ems-Hallen eine Sportarena, die EWE Arena, gebaut, die am 11. Juni 2005 eröffnet wurde.
Auch wenn in der EWE Arena die Nutzung für Basketball (EWE Baskets) und Handball (Handball-Damen des VfL Oldenburg) im Vordergrund stand, war und ist sie als Mehrzweckhalle konzipiert. Sie kann für weitere Sportveranstaltungen, Konzerte, Ausstellungen, Messen usw. genutzt werden.
2013 wurde die EWE Arena in kleine EWE Arena umbenannt, da eine neu gebaute Veranstaltungshalle der Weser-Ems-Hallen als (große) EWE Arena benannt wurde.

## Nutzung der Weser-Ems-Hallen
Die Kongresshalle der Weser-Ems-Hallen war zwar ursprünglich als Viehauktionshalle geplant, sie wurde jedoch von Anfang an auch für zahlreiche andere Veranstaltungen wie Messen, Sportveranstaltungen, Konzerte, Ausstellungen, Revuen, Kongresse, Theater und Musicals, Feste u. a. genutzt. Eine der ersten bundesweit bedeutenden Veranstaltungen war der FDP-Bundesparteitag 1955, der vom 26. bis 27. März 1955 stattfand. Seit Oktober 2018 führt das Landgericht Oldenburg aufgrund einer hohen Anzahl Prozessbeteiligter den Strafprozess gegen Niels Högel in den Weser-Ems-Hallen durch.

## Projekt 2014
Anfang des 21. Jahrhunderts wurde von der Stadt Oldenburg die Modernisierung des Hallenkomplexes geprüft. Im Ergebnis wurde der Neubau einer Multifunktionshalle sowie der Abriss mehrerer alter Hallen beschlossen.
Die neue Multifunktionshalle – wie die benachbarte runde Sportarena EWE Arena bezeichnet (in der Planungsphase auch Weser-Ems-Arena) – erstreckt sich auf einer Fläche von 3000 m². Sie ist etwa 130 Meter lang und 70 Meter breit. Das 1800 m² große Foyer befindet sich am Berliner Platz neben dem Eingang zur kleinen EWE Arena. Ein weiteres Foyer verbindet die Multifunktionshalle mit der vorhandenen Messehalle. Dieses ist 500 m² groß.
Für den Neubau wurden die hinter der Messehalle stehenden Hallen 5 und 6 entfernt und weitere Gebäude abgerissen. Nach dem Bau der neuen Halle wurden auch noch die Halle 7 sowie die an die Messehalle angrenzenden Hallen 2 und 4 abgerissen. In einem weiteren Bauabschnitt entsteht anstelle der dann abgerissenen Halle 2 ein Foyer für die Messe- und Kongresshalle, an das sich ein Verwaltungsgebäude anschließt.
Mit dem Bau der neuen Multifunktionshalle wurde im Februar 2012 begonnen. Die Eröffnung fand im April 2013 statt. Der anschließende Abriss der alten Hallen und der Neubau des Foyers der Messe- und Kongresshalle sowie des Verwaltungsgebäudes sollte Ende 2013 abgeschlossen sein. Sämtliche Baumaßnahmen sollten rund 33,9 Mio. Euro kosten, das Gesamtvolumen des Projektes mit Außengelände und Parkplatzanlagen liegt bei 38,6 Mio. Euro.

## Freigelände an den Weser-Ems-Hallen
Die Weser-Ems-Hallen sind im Westen eines großen Freigeländes gebaut worden. Auf dem Gelände, das gut 225.000 m² groß ist, findet seit 1963 im Herbst der Oldenburger Kramermarkt statt. Weiterhin wird das Gelände für diverse Veranstaltungen genutzt. So findet hier in den Sommermonaten regelmäßig ein Flohmarkt statt, für den in den Wintermonaten die Weser-Ems-Hallen genutzt werden. Darüber hinaus wird die Fläche als Parkplatz auch für Reisebusse und den P&R-Verkehr genutzt.

### Freizeit- und Erlebnispark
Zwischen dem Freigelände an den Weser-Ems Hallen und dem Gelände der Deutschen Bahn befindet sich ein gut 50 Hektar großes Areal, das ungenutzt ist. Es bestehen Überlegungen, dieses Gelände für einen Freizeit- und Erlebnispark zu nutzen. Zusammen mit den Weser-Ems-Hallen könnte so ein Zentrum für Sport- und Kulturbegeisterte entstehen.
Grundsätzlich möglich wäre die Nutzung des Geländes z. B. durch Hallen für Trendsportarten (Skateboarden und Inlineskaten, BMX, Klettern), aber auch Erlebnis- und Themenparks. Ursprüngliche Überlegungen, hier eine neue Jugendherberge zu bauen, wurden verworfen. Die neue Jugendherberge für Oldenburg entstand an der Straßburger Straße.